# Nature Reviews Neuroscience
Nature Reviews Neuroscience — биологический научный журнал, издаваемый Nature Publishing Group с 2000 года. Публикует обзорные статьи в области нейробиологии
В 2012 году журнал обладал импакт-фактором 31,673, что является самым большим значением для обзорных журналов в области нейробиологии.

## О журнале
Журнал публикует обзорные статьи, посвящённые последним достижениям в нейробиологии. Основные направления исследований, представленные в журнале, включают в себя:
- Клеточная и молекулярная нейробиология
- Развитие нервной системы
- Сенсорные и моторные системы и поведение
- Регуляторные системы
- Высшая нервная деятельность и язык
- Вычислительная нейробиология
- Болезни головного мозга